# Rasbora paucisqualis
Rasbora paucisqualis är en fiskart som beskrevs av Ahl, 1935. Rasbora paucisqualis ingår i släktet Rasbora och familjen karpfiskar. IUCN kategoriserar arten globalt som livskraftig. Inga underarter finns listade i Catalogue of Life.